# Universitetskapprodden
Universitetskapprodden, UK-rodden, Uppsala-Lunderegattan, The Swedish Boat Race är en tävling i kapprodd mellan Sveriges äldsta universitet, Uppsala och Lund. De lag som deltar är UARS och LURK, och regattan återkommer årligen sedan starten 1992. 

## Historik
Under året 1992 kom två studenter från Lund på tanken att utmana Uppsala i rodd, med tävlingen The Boat Race mellan Oxford och Cambridge som förebild. Lund kontaktade Kalle Lindholm och Johan Lidberg i Uppsala, som antog utmaningen. I oktober 1992 hölls därför den första UK-rodden där fyra roddare med styrman tävlade på Fyrisån i Uppsala. Lund gick segrande ur loppet och kort därefter bildades roddklubbarna LURK och UARS. UARS utmanade därför LURK till revansch, och året därpå hölls regattan i Lunds regi i Skåne. Efter det har regattan årligen återkommit med att jämna år anordnas av UARS, och udda av LURK. Vid tävling i Uppsala tävlar man över ca 1800 m på Fyrisån (söder om Campus Ultuna) och när LURK står värd går tävlingen över ca 500 m i Malmö kanal.  Loppen består alltid av en båt från vardera lag som tävlar sida vid sida. I samband med tävlingens och roddklubbarnas 10-årsfirande, bjöds Oxford och Cambridge in till att delta i regattan. Under åren 2003-2012 tävlade studenter från Lund ihop med Malmö Roddklubb under namnet LuMaH (Lunds Universitet och Malmö Högskola) i stället för LURK. Ända sedan bildandet av UARS 1992 har klubben bestått av studenter från Uppsala universitet såväl som Sveriges Lantbruksuniversitet (SLU).

## Vandringstroféer
UK-rodden är i sann studentanda ingen vinstgivande tävling, utan främjar och belönar enbart den sportsliga insatsen. Dock finns fyra vandringstroféer bestående av en åra, målad i rött och blått med texten Lund-Uppsala regattan, en kristallpokal (herrar) och en guldpokal (damer) på vilka klubbens namn samt segerns år ingraveras. Det finns också ett vandringspris för festen, bestående av en krossad men hoplimmad kristallskål som delas ut till den klubb som har flest som har roligt längst. Det femte vandringspriset instiftades vid 30-årsjubileet 2022 av Jörgen och Henrik Winnberg, Rost-åttan tävlas bara om vid jubileum och priset tillfaller det vinnande alumnilag som har den äldsta besättningen exklusive cox.

## Resultat
H8+ (Herrar, åtta med styrman), D8+ (Damer, åtta med styrman), Mix8+ (Mixat 4 damer & 4 herrar, åtta med styrman), H4+ (Herrar, fyra med styrman, inriggad eller utriggad), D4+ (Damer, fyra med styrman, inriggad eller utriggad)

### 1992
LURK 1 - UARS 0 (Vinnare: H4+ L)

### 1993
LURK 1 - UARS 1 (Vinnare: H8+ L, D4+ U)

### 1994
LURK 3 - UARS 1 (Vinnare: H8+ L, D8+ L, H4+ U, D4+ L)

### 1995
LURK 4 - UARS 0 (Vinnare: H8+ L, D8+ L, H4+ L, D4+ L)

### 1996
LURK 1 - UARS 3 (Vinnare: H8+ L, D8+ U, H8+ U, D8 U)

### 1997
LURK 2 - UARS 2 (Vinnare: H8+ U, D8+ U, H8+ L, D8+ L)

### 1998
LURK 1 - UARS 3 (Vinnare: H8+ U, D8+ L, H8+ U, D8+ U)

### 1999
LURK 3 - UARS 1 (Vinnare: H8+ U, D8+ L, H8+ L, D8+ L)

### 2000
LURK 3 - UARS 1 (Vinnare: H8+ L, D8+ U, H8+ L, D8+ L)

### 2001
LURK 2 - UARS 2 (Vinnare: H8+ U, D8+ U, H4+ L, D4+ L)

### 2002
LURK 0 - UARS 2 (Vinnare: H8+ U, D8+ U)

### 2003
LuMaH 1 - UARS 3 (Vinnare: H8+ U, D8+ U, H4+ L, D4+ U)

### 2004
LuMaH 0 - UARS 2 (Vinnare: H8+ U, D8+ U)

### 2005
LuMaH 1 - UARS 3 (Vinnare: H8+ U, D8+ L, H4+ U, D4+ U)

### 2006
LuMaH 1 - UARS 2 (Vinnare: H8+ L, D8+ U, H4+ U)

### 2007
LuMaH 2 - UARS 1 (Vinnare: H8+ L, D8+ U, H4+ L)

### 2008
LuMaH 0 - UARS 2 (Vinnare: H8+ U, D8+ U)

### 2009
LuMaH 0 - UARS 4 (Vinnare: H4+ A-lopp U H4+ B-lopp U, D4+ A-lopp U, D4+ B-lopp U)

### 2010
Ingen tävling.

### 2011
LuMaH 0 - UARS 1 (Vinnare: Mix8+ U)

### 2012
LuMaH 1 - UARS 1 (Vinnare: H4+ L, D4+ U)

### 2013
LURK 1 - UARS 1 (Vinnare: Mix8+ A-lopp L, Mix8+ B-lopp U)

### 2014
LURK 0 - UARS 2 (Vinnare: H8+ U, D8+ U)

### 2015
LURK 0 - UARS 2 (Vinnare H8+ U. D8+ U)

### 2016
LURK 2 - UARS 0 (Vinnare H4- L. D4- L)

### 2017
LURK 2 - UARS 0 (Vinnare H8+ L, D8+ L)

### 2018
LURK 1 - UARS 2 (Vinnare D8+ U, H4x L, H4+ U)

### 2019
LURK 0 - UARS 2 (Vinnare H8+ U, D8+ U)

### 2020
LURK 1 - UARS 1 (Vinnare H8+ U, D8+ L)

### 2021
LURK 0 - UARS 2 (Vinnare: Mix8+ A-lopp U, Mix8+ B-lopp U)

### 2022
LURK 0 - UARS 2 (Vinnare H8+ U, D8+ U, Alumn D8+ U, Alumn H8+ U)

### 2023
LURK 0 - UARS 1 (Vinnare Mix 8+ U)

### 2024
LURK 0 - UARS 2 (Vinnare dam 8+ U, herr 8+ U)

### Nuvarande ställning (efter 2024 års tävling)
LURK 33 vs UARS 51

## Universitetskapproddsfesten
Utöver UK-rodden hålls även en sittning under kvällen där styrelsen, besättningsmedlemmarna, tränare samt gäster från de båda klubbarna deltar. Universitetskapproddsfesten har varierat i storlek och utformande sedan starten 1992 men har alltid varit en höjdpunkt på det svenska roddåret och en möjlighet för roddare från Sveriges främsta universitetsstäder att umgås och stärka gemenskapen inom roddsporten.